# Ardèche (fiume)
L'Ardèche (in occitano Ardecha) è un fiume del sud della Francia, affluente di destra del Rodano. Dà il nome al dipartimento che bagna: l'Ardèche; ma il suo bacino interessa anche i dipartimenti della Lozère e del Gard.

## Geografia
Nasce nel Vivarese, presso il Colle de la Chavade, nella foresta di Mazan nel comune di Astet. Dopo Aubenas e Ruoms, riceve l'affluente Chassezac; dopo s'infossa a partire da Vallon-Pont-d'Arc nelle celebri gole omonime per alcuni km. Si unisce poi al Rodano a monte di Pont-Saint-Esprit, dopo aver percorso 125 chilometri.

## Principali affluenti
- l'Auzon
- la Beaume
- le Chassezac
- la Drobie
- la Fontaulière
- la Claduègne
- l'Ibie
- la Ligne
- le Lignon
- la Volane

## Regime
Soggetto ad un regime estremamente torrentizio, è con 65 m³/s di portata alla foce, il principale tributario di destra del basso Rodano; ha portate molto basse in estate e imponenti piene nella stagione autunnale dove può gonfiarsi sino a toccare valori impressionanti di quasi 8.000 m³/s, influenzando così pesantemente le piene dello stesso Rodano.